# Komazawa Olympisch Parkstadion
Het Komazawa Olympisch Parkstadion (Japans: 駒沢オリンピック公園総合運動場陸上競技場) is een multifunctioneel stadion in Setagaya, een stad in Tokio. 
De bouw van het stadion was tussen 1962 en 1964. In 1964 werd het stadion geopend. Het werd gebruikt tijdens de  Olympische Zomerspelen 1964. Er werden zeven voetbalwedstrijden op het voetbaltoernooi in dit stadion gespeeld.
Het wordt vooral gebruikt voor voetbal- en atletiekwedstrijden. Het maakt deel uit van het grotere Komazawa Olympische Park. In het stadion is plaats voor 20.010 toeschouwers.